# 輪堂貞造
輪堂 貞造（わどう ていぞう、生没年不詳）は新選組隊士。伊予国西条藩（新居郡西条町）の出身。
名は貞三とも。姓の読みは「りんどう」の可能性もある。
元治元年（1864年）十二月までの京坂の隊士募集に応じ、加盟。直後の組織編成では、山崎烝、河合耆三郎らと共に、原田左之助の小荷駄方に属した。その後の慶応元年（1865年）七月頃作成された島田魁の『英名録』では、日下部四郎と矢金繁造の間に名を連ねている。直後に離隊したようで、同年九月までには離隊している。
その証拠に、慶応元年閏五月十二日に武田観柳斎によって捕縛された矢野玄道が、十六日に釈放されて下宿先の鳩居堂に町預かりになると、その監視の為に輪堂が訪れている。矢野の謹慎に意を唱えていることが、矢野の日記に書かれていることから、この時点で離隊しているのが窺える。
以降の消息は不明。